# Política da Indonésia
A Indonésia é uma república presidencialista. Como se trata de um estado unitário, o poder se concentra no governo central. O Presidente, que é chefe de estado e do governo, é eleito diretamente para mandatos de 5 anos, junto com o vice-presidente. Após a renúncia de Suharto em 1998, as estruturas políticas e governamentais sofreram importantes reformas. Realizaram-se quatro emendas a Constituição de 1945,[nota 2] que renovaram os poderes executivo, legislativo e judiciário.[116] O presidente é o Chefe de Estado e o comandante das forças armadas e o diretor da administração interna, da criação de políticas e das relações exteriores. Além disso, é o presidente que nomeia o conselho de ministros, que não são obrigados a ser membros eleitos do poder legislativo. As eleições presidenciais de 2004 foram as primeiras em que o povo elegeu diretamente o presidente e o vice-presidente, por sufrágio universal.[9][117] O presidente é eleito por cinco anos e só pode se reeleger por uma única vez.[118]
O principal corpo legislativo do país é o Majelis Permusyawaratan Rakyat (MPR)[119] ou Assembleia Consultiva Popular, que consiste do Dewan Perwakilan Rakyat (DPR) ou Conselho Representativo do Povo, eleito para mandatos de 5 anos, e do Dewan Perwakilan Daerah (DPD) ou Conselho dos Representantes Regionais. Depois das eleições de 2004, o MPR tornar-se-ia um parlamento bicameral com a criação do DPD como nova segunda câmara. As principais funções do MPR são revisar e aprovar emendas para a constituição, fazer o juramento do presidente e também processar o mesmo presidente, de acordo com a legislação.[116] O DPD é uma câmara relativamente nova onde se atendem os assuntos de cunho regional. O DPD compreende quatro membros eleitos por cada província, os quais não pertencem a nenhum partido político.[120]

## Galeria

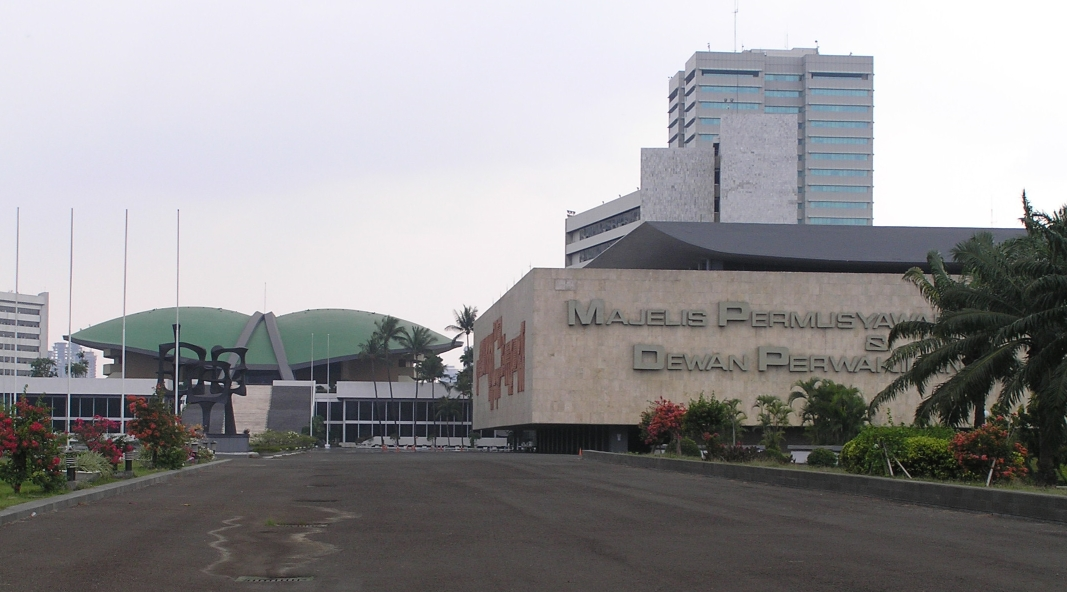
Assembleia Consultiva Popular.
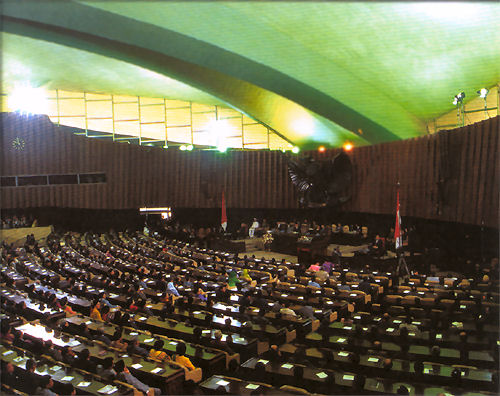
Plenário do Conselho Representativo do Povo.